# Анцас, Параскевас
Параскева́с А́нцас (греч. Παρασκευάς Άντζας; 18 августа 1976, Афины, Греция) — греческий футболист, защитник. Выступал за сборную Греции.

## Карьера
Профессиональную карьеру начал в 1993 году в «Пандрамаикосе», в 1995 году играл за клуб «Ксанти», а в 1998 году перешёл в «Олимпиакос», в составе которого впоследствии неоднократно становился чемпионом Греции, выигрывал Кубок Греции, участвовал в Лиге чемпионов. В 2003 году отправился в клуб «Докса», в 2004 году вернулся в «Ксанти», а в 2007 году снова перешёл в «Олимпиакос».
За национальную сборную Греции играл с 1999 года, дебютировал в ней 5 февраля в товарищеском матче со сборной Бельгии. Участвовал в отборочных матчах к чемпионату Европы 2004 года, однако, в заявку на финальный турнир включён не был. Участник чемпионата Европы 2008 года.

## Достижения
Чемпион Греции: (7) 
- 1997/98, 1998/99, 1999/00, 2000/01, 2001/02, 2007/08, 2008/09

Обладатель Кубка Греции: (1)
- 1998/99